# Charlottenberg (Eda)
Charlottenberg is de hoofdplaats van de gemeente Eda in het landschap Värmland en de provincie Värmlands län in Zweden. De plaats heeft 2048 inwoners (2005) en een oppervlakte van 252 hectare. De plaats ligt ongeveer 7 kilometer van de Noorse grens.

## Geschiedenis
Rond 1800 stonden er al enige boerderijen op het grondgebied, pas in 1827 werd er een loods gebouwd om ijzer op te slaan. Deze werd gefinancierd door industrieel Lars Daniel Larsson en naderhand werden er huizen gebouwd voor de werknemers van de loods, waarna Larsson het plaatsje naar zijn vrouw Charlotte Larsson noemde als Charlottenberg.
Halverwege de 20e eeuw is Charlottenberg een ware verhandelingsplaats van producten geworden. De Noren komen hier relatief goedkoper hun boodschappen doen door dat er minder accijnzen op tabak, alcohol, vlees en textielwaren worden gerekend. De inval van Noorse inkopers is soms zo groot, dat de inwoners van Charlottenberg rond kersttijd hun boodschappen elders halen in Zweden.
De inwoners van Charlottenberg houden zich voornamelijk bezig in de detailhandel, maar ook van het vervaardigen van gegoten aluminium voor de transportsector.

## Verkeer en vervoer
Bij de plaats loopt de Riksväg 61.
De plaats heeft een station aan de spoorlijn Charlottenberg - Laxå tussen Stockholm en Oslo. Het treinstation in Charlottenberg is het laatste station in Zweden aan deze spoorweg voor men de Noorse grens oversteekt.